# Jakub Dobeš
Jakub Dobeš (né le 27 mai 2001 à Ostrava en Tchéquie) est un joueur professionnel tchèque de hockey sur glace. Il évolue au poste de gardien de but. Il est sélectionné par les Canadiens de Montréal, lors du repêchage de la LNH en 2020 et joue pour cette équipe depuis décembre 2024.

## Biographie
Né le 27 mai 2001 à Ostrava en Tchéquie, Jakub Dobeš est le fils de Vierka (Viera) Dobešová, née Poracova, une enseignante et patineuse artistique slovaque qui a participé aux championnats du monde en 1994, et de Zdenek Dobeš, un directeur de chantier routier tchèque qui a joué professionnellement au hockey en Tchéquie,. Son jeune frère, Zdenek (junior) joue pour les Lone Star Brahmas (en) dans la NAHL.

### Carrière en Club

#### Junior
Dobeš joue au hockey sur glace universitaire pour l'Ohio State University de la National Collegiate Athletic Association (NCAA) à partir de la saison 2021-22.

#### Professionnel

##### Canadiens de Montréal
Jakub Dobeš est sélectionné par les Canadiens de Montréal au cinquième tour, 136e choix au total, lors du repêchage de 2020 de la LNH. Le 31 mars 2023, le directeur général de l'équipe, Kent Hughes, annonce la signature d'un contrat d'une durée de deux ans et d'une valeur annuelle moyenne de 925 000 $ avec Dobeš.
Lors de sa première saison professionnelle avec le Rocket de Laval, en 2023-2024, Dobes a affiché des performances de ,906 de taux d’efficacité et 2,93 en buts alloués par match en 51 parties. Il a également maintenu une fiche de 24 victoires, 18 défaites en temps réglementaire et 6 défaites en temps supplémentaire.
Le 26 décembre 2024, après l'entraînement du Rocket, Jakub Dobeš est rappelé par les Canadiens et le jour suivant, il participe à la session d'entraînement de l'équipe en Floride où l'entraîneur Martin St-Louis confirme que sera le gardien de but partant le lendemain. Dobeš joue sa première partie dans la Ligue nationale de hockey le 28 décembre 2024 alors que son équipe, les Canadiens de Montréal affronte les Panthers de la Floride à l'aréna Amerant Bank de Sunrise en Floride. Les Canadiens gagnent la partie 4-0 et Dobeš devient le cinquième gardien de but de l'histoire de la franchise à enregistrer un blanchissage lors de ses débuts dans la LNH. Ses deux départs suivants se soldent aussi avec des victoires.

## Statistiques

### En club
| Saison    | Équipe                | Ligue |    | Saison régulière | Saison régulière | Saison régulière | Saison régulière | Saison régulière | Saison régulière | Saison régulière | Saison régulière | Saison régulière | Saison régulière |   | Séries éliminatoires | Séries éliminatoires | Séries éliminatoires | Séries éliminatoires | Séries éliminatoires | Séries éliminatoires | Séries éliminatoires | Séries éliminatoires | Séries éliminatoires |
| Saison    | Équipe                | Ligue | PJ | V                | D                | Pr/N             | Min              | BC               | Moy              | % Arr            | Bl               | Pun              | PJ               | V | D                    | Min                  | BC                   | Moy                  | % Arr                | Bl                   | Pun                  |                      |                      |
| 2018-2019 | Pilots de Topeka      | NAHL  | 1  | 0                | 1                | 0                | 60               | 4                | 4,00             | 87,5             | 0                | 0                | -                | - | -                    | -                    | -                    | -                    | -                    | -                    | -                    |                      |                      |
| 2019-2020 | Pilots de Topeka      | NAHL  | 10 | 7                | 3                | 0                | 603              | 16               | 1,59             | 94,6             | 3                | 0                | -                | - | -                    | -                    | -                    | -                    | -                    | -                    | -                    |                      |                      |
| 2019-2020 | Lancers d'Omaha       | USHL  | 21 | 9                | 6                | 3                | 991              | 51               | 3,09             | 89,1             | 1                | 2                | -                | - | -                    | -                    | -                    | -                    | -                    | -                    | -                    |                      |                      |
| 2020-2021 | Lancers d'Omaha       | USHL  | 47 | 26               | 16               | 3                | 2 588            | 107              | 2,48             | 90,8             | 2                | 12               | 2                | 0 | 2                    | 120                  | 4                    | 2,10                 | 92,3                 | 0                    |                      |                      |                      |
| 2021-2022 | Buckeyes d'Ohio State | NCAA  | 35 | 21               | 12               | 2                | 2 044            | 77               | 2,26             | 93,4             | 3                | 2                | -                | - | -                    | -                    | -                    | -                    | -                    | -                    | -                    |                      |                      |
| 2022-2023 | Buckeyes d'Ohio State | NCAA  | 40 | 21               | 16               | 3                | 2 361            | 91               | 2,31             | 91,8             | 2                | 6                | -                | - | -                    | -                    | -                    | -                    | -                    | -                    | -                    |                      |                      |
| 2023-2024 | Rocket de Laval       | LAH   | 51 | 24               | 18               | 6                | 2 868            | 140              | 2,93             | 90,6             | 1                | 6                | -                | - | -                    | -                    | -                    | -                    | -                    | -                    | -                    |                      |                      |
| 2024-2025 | Rocket de Laval       | LAH   | 14 | 9                | 3                | 1                | 812              | 33               | 2,44             | 91,0             | 0                | 2                | -                | - | -                    | -                    | -                    | -                    | -                    | -                    | -                    |                      |                      |
| 2024-2025 | Canadiens de Montréal | LNH   | 16 | 7                | 4                | 3                | 875              | 40               | 2,74             | 90,9             | 1                | 0                | 3                | 1 | 2                    | 144                  | 7                    | 2,91                 | 88,1                 | 0                    | 0                    |                      |                      |